# مدا خیل آباد
مدا خیل‌آباد (به انگلیسی: Mada Khelabad) یک منطقهٔ مسکونی در پاکستان است که در خیبر پختونخوا واقع شده‌است.